# Bolona
Bolona est une localité du Nord de la Côte d'Ivoire, et appartenant au département de Tengrela, Région des Savanes. La localité de Bolona est un chef-lieu de commune.